# Anthelephila biroensis
Anthelephila biroensis es una especie de coleóptero de la familia Anthicidae.

## Distribución geográfica
Habita en la India.